# Универсалглот
Универсалглот — проект международного языка, опубликованный в 1868 году в Париже Жаном Пирро. Относится к апостериорным языкам, имел детально разработанную структуру, простую морфологию, систематизированную по образцу романских и германских языков.
Сам Пирро так определял принципы разработки своего языка: «Мы выбираем из каждого живого языка слова наиболее известные и обязательно такие, произношение которых наиболее легко. Латынь дает наибольшее число таких слов…».
Некоторые детали универсалглота предвосхищали детали позднейших проектов, например, суффикс in для слов, обозначающих женский пол: son — сын, sonin — дочь.
Проект Пирро остался незамеченным общественностью, хотя и получил много позже одобрительный отзыв Отто Есперсена. Существует несколько описаний этого языка в интерлингвистической литературе.

## Примеры текстов
- Men senior, i sende evos un gramatik e un verbbibel de un nuov glot nomed Universal glot. In futur i scriptarai evos semper in dit glot.
- Ben dai, Meni senior, i ese inkanted reinkontraen evos; I habe vided evos her in London, e ditdai nos finde enos in Skotland. Dikt me ex ke land vos ese. Un ex enos ese Ruser e du ese Italier e el quatli ese Deutsch; ma nos pote toti parlen insamel, den nos parle el Universal glot.